# Буреломы (село)
Буреломы — село в муниципальном образовании город Ефремов Тульской области.

## География
Находится в юго-восточной части Тульской области на расстоянии приблизительно 9 км на север по прямой от города Ефремов, административного центра округа.

## История
Известно, что в 1743 году здесь была построена деревянная церковь, в 1790 году (по другим данным в 1815) здесь построена была каменная церковь Рождества Богородицы (церковь восстановлена). В 1859 году здесь (село Ефремовского уезда Тульской губернии) было отмечено 26 дворов, в 1926—171, в конце 1930-х годов — 126.

## Население
Постоянное население составляло 216 человек (1859 год), 868 (1926), 66 (русские 100 %) в 2002 году, 58 в 2010.